# روبرت مارتويك
روبرت إف مارتويك جونيور (بالإنجليزية: Robert Martwick)‏ هو عضو ديمقراطي في مجلس شيوخ إلينوي، ويمثل المنطقة العاشرة منذ 28 يونيو 2019. وتشمل الجانب الشمالي الغربي لشيكاغو وبعض الضواحي المحيطة بها. قبل تعيينه في مجلس شيوخ إلينوي، عمل في مجلس نواب إلينوي من المنطقة التاسعة عشرة.
في عام 2017، أصبح مارتويك عضو اللجنة الديمقراطية للجناح 38 في شيكاغو. 